# محمد دهقان
محمد دهقان (زادهٔ ۱۳۴۱) حقوقدان و سیاستمدار ایرانی است که از سال ۱۴۰۰ تا ۱۴۰۳ به‌عنوان معاون حقوقی رئیس‌جمهور ایران در دولت سیزدهم جمهوری اسلامی ایران فعالیت می‌کرد.
وی نماینده حوزه انتخابیه چناران و بینالود در دوره‌های هفتم، هشتم و نهم مجلس شورای اسلامی و در دوره دهم نیز به نمایندگی همین حوزه انتخاب شد. او نایب‌رئیس فراکسیون نمایندگان ولایی و عضو کمیسیون قضائی مجلس شورای اسلامی بود. دهقان عضو حقوقدان شورای نگهبان نیز بوده است.

## شورای نگهبان
در روز چهارشنبه ۱۹ تیر ۱۳۹۸ سید ابراهیم رئیسی رئیس قوه قضائیه طی نامه‌ای اسامی پنج حقوقدان از جمله محمد دهقان را به‌عنوان گزینه‌های حقوقدان شورای نگهبان به مجلس شورای اسلامی معرفی و پیشنهاد کرد. در ۲۵ تیر ۱۳۹۸ با ۲۳۱ رأی نمایندگان مجلس، دهقان به عنوان یکی از اعضای حقوقدان شورای نگهبان انتخاب شد.

## اظهارنظر
دهقان در تاریخ ۲۶ بهمن ۱۳۸۹ بیانیه‌ای را در مجلس قرائت کرد که در آن خواستار مجازات برای موسوی و کروبی بود.
او در جریان بحران جهش نرخ ارز در ایران در تیر ماه ۱۳۹۷ گفت:
انتشار اسامی دریافت‌کننده‌ها ارز ۴۲۰۰ تومانی برای واردات کالا در جهت مبارزه با فساد است نه بخش خصوصی و موجب اعتماد بیشتر به بخش خصوصی سالم می‌شود.